# Michail Maximowitsch Mordwinow
Michail Maximowitsch Mordwinow (russisch Михаил Максимович Мордвинов; englische Transkription Mikhail Maximovich Mordvinov; * 1977 in Moskau) ist ein russischer Pianist. Er konzertiert weltweit als Solist, Kammermusiker und Liedpianist. Michail Mordwinow lebt derzeit in Berlin.

## Leben und Werk
Mordwinow begann mit sechs Jahren das Klavier zu erlernen. Ab seinem siebten Lebensjahr erhielt er bei Tatjana Zelikman Klavierunterricht an der Gnessin-Musikschule in Moskau. 1994 nahm er sein Musikstudium an der Russischen Gnessin-Akademie bei Wladimir Tropp auf. Anschließend absolvierte er bei Bernd Goetzke an der Hochschule für Musik und Theater Hannover ein Aufbaustudium.
1994 erhielt Mordwinow ein Skrjabin-Stipendium des Moskauer Skrjabin-Museums und war in der Folge regelmäßiger Teilnehmer der Skrjabin-Musikfestspiele dort. In der Saison 1997/98 war Mordwinow zudem Heinrich-Neuhaus-Stipendiat des New Charitable Fund of Scholarships by M. Rostropovich. Zudem erhielt er mehrmals ein staatliches Russisches-Präsidenten-Stipendium sowie ein Stipendium des DAAD.
Mordwinow gewann 1996 den Ersten Preis des XII. Internationalen Robert-Schumann-Wettbewerbes in Zwickau, 1997 den Ersten Preis und Sonderpreis des VI. Internationalen Schubert-Wettbewerbes in Dortmund, und 2006 den Ersten Preis und den Sonderpreis des XII. Internationalen Wettbewerbs in Andorra.
Das Repertoire des Pianisten umfasst Werke des Barock bis zu Musikstücken des 20. Jahrhunderts. Er hat mehrere Werke des in Berlin residierenden Künstlers Chris Newman uraufgeführt und aufgenommen. Mordwinow steht in seinem Wirken intensiv für die Kammermusik ein. Seit 2013 ist er Mitglied des Ensembles Arteunita aus Valencia und seit 2014 des Berliner Weinberg-Trios.
Mordwinow engagiert sich auch als Klavierlehrer. Von 2004 bis 2010 unterrichtete er an der Russischen Gnessin-Akademie für Musik, aktuell unterrichtet er an der Hochschule für Musik Hanns Eisler und an der Internationalen Rubinstein Akademie, beide in Berlin. Zudem engagiert er sich häufig in Meisterkursen.
Die Musikkritik unterstellt Mordwinow in seinem Spiel „eine differenzierte Anschlagskultur und tief empfundenen Ausdruck“, „großen Klangsinn gepaart mit technischer Akkuratesse“ sowie generell „großartiges virtuoses Können“.